# Ткаченко, Валентина Григорьевна
Валенти́на Григо́рьевна Ткаче́нко (укр. Ткаченко Валентина Григорівна; род. 13 декабря 1949, Ворошиловград, Украинская ССР, СССР) — ректор Луганского национального аграрного университета с 1996 года до 2014 года (на территории Луганской Народной Республики (ЛНР) до 2019 года), доктор экономических наук, профессор (лишена учёного звания в 2015 году). С 2007 года член-корреспондент Национальной академии аграрных наук Украины (исключена в 2017 году), с 1998 года академик Академии экономических наук Украины, академик Академии гуманитарных наук России, Заслуженный работник народного образования Украины, академик Международной академии науки и практики производства. Первая женщина-ректор среди ректоров аграрных высших учебных заведений Украины.

## Биография
В 1974 году окончила Ленинградский государственный университет имени А. Жданова; в том же году начала работать ассистентом кафедры политэкономии Луганского сельхозинститута. В 1980 году стала доцентом, а в 1982 году — заведующей кафедрой экономической теории и маркетинга.
В 1978 году защитила степень кандидата наук (тема диссертации «Аграрно-промышленные формирования и критерии распределения их прибыли» («Аграрно-промислове формування та критерії розподілу їхнього прибутку»)), а 1996 году защитила докторскую диссертацию (тема «Социально-экономическое развитие региона в условиях становлення рыночных отношений» («Соціально-економічний розвиток регіону в умовах становлення ринкових відносин»)), в 1998 году получила учёное звание профессор. Была членом КПСС.
С 1996 года — ректор Луганского национального аграрного университета. Под её руководством институт был преобразован в национальный аграрный университет, были открыты 7 новых специальностей, появилась магистратура. Количество студентов увеличилось в 3,5 раза. Университет получил дипломом лауреата и вошёл в список 10 лучших аграрных ВУЗов Украины. Избиралась депутатом Луганского областного совета от Партии регионов на протяжении трех созывов.
Во время президентских выборов 2010 года была доверенным лицом кандидата на выборную должность президента Виктора Януковича.
В 2014 году отказалась переводить ВУЗ на территорию, подконтрольную Украине, и перешла на сторону ЛНР (единственный из луганских ректоров). 25 мая 2015 года указом главы ЛНР была назначена исполняющей обязанности министра образования и науки ЛНР. 10 июля 2017 года освобождена от обязанностей министра ЛНР. Продолжила работу в качестве ВрИО ректора, 16 мая 2018 года снова избрана ректором в Государственном образовательном учреждении Луганской Народной Республики «Луганский национальный аграрный университет». В 2019 году ушла с выборной должности ректора университета по возрасту. С 2017 года до декабря 2021 года работала на должности председателя ВАК ЛНР.
Приказом Министерства образования и науки Украины от 30 июня 2015 года № 689 лишена учёного звания профессор. На общем собрании Национальной Академии аграрных наук 26 ноября 2015 года выведена из персонального состава НААНУ.
Продолжает работать заведующей кафедрой экономической теории и маркетинга ЛГАУ (в Луганске).

## Награды
- 1986 год — медаль «Ветеран труда»
- 1986 год — Орден «Знак Почета»
- 1996 год — медаль «Отличник образования Украины»
- 1999 год — Заслуженный работник народного образования Украины
- 2001 год — Орден «За развитие науки и образования» Международной кадровой академии
- 2001 год — Орден «10 лет независимости Украины»
- 2001 год — Почётная грамота Верховной Рады Украины
- 2001 год — почётная награда «Святая София»
- 2002 год — Лауреат Всеукраинской программы «Лидеры регионов»
- 2003 год — Орден «За заслуги» III степени
- 2009 год — Орден княгини Ольги ІІІ степени
- Медаль «Киевский университет им. Бориса Гринченка» «За личный вклад в развитие науки, за воспитание будущего поколения, многолетнюю научную и общественную деятельность»[1][6]

## Хобби
Любит читать художественную литературу, стихи и любит спорт.